# Daia Română
Daia Română (deutsch Dallendorf, ungarisch Oláhdálya) ist eine rumänische Gemeinde im Kreis Alba in der Region Siebenbürgen.

## Lage

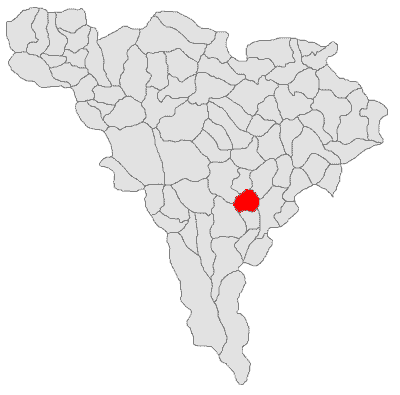
Lage von Daia Română im Kreis Alba

Die Gemeinde Daia Română liegt östlich des Naturreservates Râpa Roșie („Rote Schlucht“), im Zekesch-Hochland (Podișul Secașelor) im Südwesten Siebenbürgens. In einer hügligen Landschaft an der Kreisstraße (Drum județean) DJ 106K liegt die Gemeinde 10 Kilometer nordöstlich von  Sebeș und etwa ebenso weit südöstlich von der Kreishauptstadt Alba Iulia entfernt.

## Geschichte
Auf dem Territorium der Gemeinde, im Nordwesten des Ortes – von den Einheimischen Parăut genannt – wurden 1965 bis 1971 bei archäologischen Ausgrabungen Gegenstände entdeckt, die auf eine Besiedlung der Jungsteinzeit hinweisen. Bei Turnu, circa 1,5 Kilometer westlich des Ortes, wurden Siedlungen aus der Mittelbronzezeit der Wietenberg-Kultur und der Hallstattzeit gefunden.
Der Ort Daia Română – weitere überlieferte deutsche Bezeichnungen sind Thal und Luprechttal – wurde erstmals 1293 in einem Bericht des Königs Andreas III. von Ungarn unter der ungarischen Bezeichnung Dálya erwähnt. Ursprünglich war diese Ortschaft ein Dorf siebenbürgisch-sächsischer Höriger auf Komitatsboden; später siedelten sich Rumänen an.

## Bevölkerung
1850 lebten in der heutigen Ortschaft 1571 Einwohner. 1531 waren Rumänen, 12 Ungarn, zwei Juden und 26 Roma. 1900 war die Anzahl der Rumänen auf 2091 gestiegen und es wurden auch 15 Ungarn, zwei Deutsche und 24 andere gezählt. 1956 wurde die höchste Einwohnerzahl des Ortes (3190) – ausschließlich Rumänen – registriert. Bei der Volkszählung 2002 lebten in Daia Română 3109 Personen, darunter 3103 Rumänen und sechs Roma. Die höchste Anzahl der Ungarn (33) wurde 1880, die der Deutschen (13) 1890 gezählt. 2011 wurden im Ort 2773 Menschen registriert.

## Sehenswürdigkeiten
- Die Rumänisch-Orthodoxe Kirche, erbaut ab dem 17. bis ins 20. Jahrhundert; steht unter Denkmalschutz unter dem Schutzpatron Pogorârea Sf. Duh (Heiliger Geist) in der Liste des rumänischen Kulturministeriums[8] bzw. unter Sf. Treime (Heilig Dreifaltigkeit) bei biserici.org.[9] Wegen umfangreicher Renovierung wurde die Kirche am 10. Juli 2011 unter Buna Vestire (Verkündigung) gesegnet.[10]
- Das Dorfmuseum, eröffnet 2006.
- Ein Wegkreuz – Denkmal der Helden des Ersten und Zweiten Weltkriegs, 1978 aufgestellt.
- Das Naturreservat Râpa Roșie.